# Ghayn trois points suscrit
Cette page contient des caractères spéciaux ou non latins. S’ils s’affichent mal (▯, ?, etc.), consultez la page d’aide Unicode.
 (mai 2020).
Ghayn trois points suscrit est une lettre additionnelle de l’alphabet arabe utilisée dans l’écriture du haoussa. Elle est composée d’un ghayn ‹ غ › diacrité d’un trois points suscrit.

## Représentation informatique
Le ghayn trois points suscrit peut être représenté avec les caractères Unicode suivants (arabe étendu A) :
| formes | représentations | chaînes de caractères | points de code | descriptions                            |
| ------ | --------------- | --------------------- | -------------- | --------------------------------------- |
| lettre | ࣃ               | ࣃ                     | U+08C3         | lettre arabe ghaïn trois points en chef |